# Си бзэ
Си бзэ (адыг. Си бзэ — «мой язык») — первый международный интернет-проект по изучению адыгских (черкесских) языков.

## История
Начало реализации проекта по поддержке и популяризации адыгских языков и культуры, с рабочим названием «Адыгэбзэ» (адыг. Адыгэбзэ — «язык адыгов»), было положено в 2005 году усилиями двух энтузиастов из Кабардино-Балкарской Республики Асланбеком Герговым и Анзором Хамдоховым.
В 2006 году пользователям была предложена первая мультимедийная программа для PC по изучению адыгского алфавита, в основу которой была положена глава «Фонетика» из книги «Грамматика кабардино-черкесского языка», выпущенной Кабардино-Балкарским научно-исследовательским институтом в 1957 году, которая до сих пор считается одной из лучших в данной области.
Вскоре к проекту подключился преподаватель кабардино-черкесского языка, кандидат филологических наук Мусадин Карданов. Обновленная команда проекта начала работу над созданием русско-кабардинского мультимедийного разговорника для PC. Работа была успешно завершена, кроме того, были выпущены англоязычные версии обеих программ.
Новый импульс проект получил после того, как в 2013 году к нему присоединился программист, разработчик сайтов и мобильных приложений Тимур Евгажуков. Его усилиями был создан портал и приложение для мобильных устройств на платформе Android. В настоящее время портал и приложение поддерживают три языка — русский, английский и турецкий. В дальнейшем планируется введение арабского языка.
Проект получил поддержку среди многочисленной адыгской диаспоры, проживающей за рубежом.
Также командой проекта налажено собственное производство по выпуску анимационных фильмов, основой которых являются адыгские предания, сказки, мифы и легенды.

## Основное
Настоящий проект направлен на создание Единого обще адыгского ресурса по поддержке, популяризации и развитию адыгских языков, а также культуры, традиций и обычаев адыгов.
Ключевой особенностью проекта является то, что его реализация предоставляет возможность в рамках современных тенденций развития информационных технологий самостоятельно изучать адыгские языки и культуру русско-, турецко- и англоязычным пользователям сети Интернет вне зависимости от места жительства.
На сайте предлагается разный уровень сложности обучения, начиная с алфавита, словарей, пословиц, поговорок и т. д. Также каждый месяц выходят анимированные фильмы посвящённые адыгским мифам и легендам.